# Rénénoutet
Rénénoutet ou Renoutet (Le serpent nourricier) est une déesse agraire de la mythologie égyptienne. Sous la forme d'un cobra, elle protège les récoltes et les greniers. Par extension, elle est aussi la déesse des vignerons et des celliers, et veille sur les cuves et le raisin. Déesse nourricière, elle préside aussi à l'allaitement. Elle devint la patronne des tisserands. Elle a pour fils Nepri (ou Néper), « le grain ».
Le blé étant la principale nourriture des égyptiens de l'Antiquité, la protection des grains de blé contre les intempéries et les rongeurs était une question vitale. Le choix du cobra pour symboliser cette protection est assez logique quand on sait qu'il se nourrit de rongeurs.
Elle est spécialement fêtée au cours du 9e mois qui finit par s'appeler Pharmouti, ce qui signifie « celui de Rénénoutet ». Le vingt-septième jour de ce mois était « le jour de mesurer l'orge », une journée d'offrandes rendues à la déesse. Le premier jour du mois suivant se déroulait la grande fête de Rénénoutet. On y fêtait aussi ce même jour l'anniversaire de son présumé fils Nepri. La saison des moissons pouvait alors commencer.
Parfois, en tant que déesse de l'alimentation, Rénénoutet est considérée ayant comme mari Sobek, représenté sous la forme du Nil, dont la crue annuelle déposait le limon fertile qui permettait des récoltes abondantes. Le temple de Médinet Mâdi est dédié à la fois à Sobek et à Rénénoutet. C'est un petit édifice décoré dans le Fayoum.

## Oratoires
Le culte voué à Rénénoutet se caractérise surtout par de petites chapelles de granit en forme de naos, dont quelques-unes nous sont parvenues. La déesse y est représentée sous un aspect momiforme, certes étrange mais néanmoins connu pour cette déesse, notamment dans les Litanies de Rê.
Champollion, dans son ouvrage Monuments d'Égypte et de Nubie, nous livre plusieurs représentations de ces petites chapelles. Ces édifices s'élevaient pour la plupart dans l'enceinte des zones de stockage, à proximité des greniers de céréales. Au moment des moissons et des vendanges, de nombreuses offrandes en nature étaient faites à la déesse Rénénoutet au pied de ces chapelles : dépôt de céréales, de grappes de raisin, etc.
Parmi les plus remarquables représentations de la déesse, il y a le magnifique bas-relief qui orne les parois de la tombe de Khâemhat (TT57), un des plus beaux tombeaux de la nécropole de Gournah. Ce personnage, connu aussi sous le nom de Mahou, prit grand soin à ce que Rénénoutet veille sur sa dernière demeure, car il n'était autre que l'inspecteur des greniers de Haute et Basse-Égypte sous le règne d'Amenhotep III. Il en était aussi le scribe royal. Sa fonction le mettait donc directement en lien avec la déesse. Rénénoutet, sous les traits d'une femme à tête de serpent est figurée allaitant son jeune fils, Nepri. Cette représentation se multipliera à l'époque saïte, notamment sous forme de petites statues.

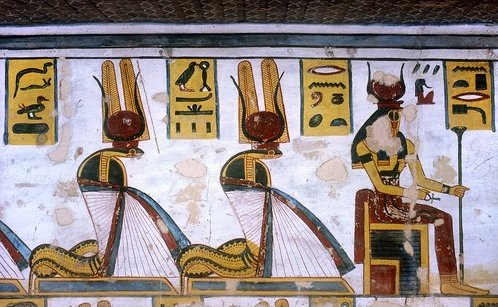
Rénénoutet sous forme de femme à tête de serpent assise devant Nepri (à gauche) et Hou (au centre) sous forme de cobras

.

## Vêtements sacrés
Rénénoutet, de par son lien avec les forces du destin, est inévitablement associée au jugement du mort, où elle est souvent accompagnée de Meskhenet, déesse de la naissance et personnification des assises du monde. Elles y portent témoignage du caractère du défunt et de la façon dont il a mené sa vie. Rénénoutet a soin, en particulier, de veiller sur les vêtements funéraires du défunt, en particulier le linceul et les bandelettes. À Rénénoutet revient aussi le soin de veiller et de présider à la « chambre des vêtements du temple », les vêtements des dieux.